# Arendelle
Arendelle is een fictief koninkrijk uit de Disney-filmreeks Frozen, geïnspireerd op de Nærøyfjord in Noorwegen. Het koninkrijk werd gesticht door Lord Aren, aan wie de naam van het gebied ontleend werd, en de huidige vorst is koningin Elsa. Andere bekende inwoners van Arendelle zijn prinses Anna, sneeuwpop Olaf, Kristoff en diens rendier Sven. Gebouwen uit Arendelle die een belangrijke rol spelen in de films zijn onder andere de kapel waarin Elsa gekroond werd, het kasteel en de nabijgelegen Dam van Runeard, die moest voorkomen dat een vloedgolf Arendelle zou overspoelen.

## 'The World of Arendelle'
In 2026 krijgt het Walt Disney Studio's Park in Disneyland Parijs een nieuw Frozen-gebied onder de naam 'The World of Arendelle'. Onder andere het kasteel van Arendelle, een havendorpje en een ijsberg zullen er te zien zijn, net als een nieuwe attractie gebaseerd op beide films, restaurants, winkels en een Meet & Greet locatie met Frozen-figuren.